# Cerro de la Ballena
No confundir con el Cerro Ballena en Chile
El cerro de la Ballena, es una formación rocosa tipo cerro emblema de la ciudad de Puerto Peñasco, Sonora. Formado en el periodo cuaternario por una solidificación de lava juntándose con agua de mar. El cerro se encuentra en la ribera del mar de Cortés separando a dos colonias de la ciudad de Puerto Peñasco; Colonia Puerto Viejo y Colonia El Mirador. Se desconoce por los nativos por qué el nombramiento de Ballena.
Antes el lugar solía ser el mirador de la ciudad ya que en su punto más alto se logra ver toda la ciudad, las playas, la zona hotelera, la zona turística, el Malecón Fundadores, y al horizonte el Mar de Cortés, actualmente ya no se usa por los peñasquenses como mirador por el motivo de que a una altura media del cerro en un asentamiento plano construyeron un hotel turístico y eso obstruyó totalmente la vista. Sobre esta pequeña montaña hay casi 100 viviendas construidas; la mayoría de propiedad de estadounidenses o gente nativa de la ciudad, tanto del lado de la Colonia Puerto Viejo como del lado de la Colonia El Mirador. También aquí se construyó el faro de la ciudad utilizado como la guía en el mar desde tierra, el faro tiene una altura de 110 m.

## Ubicación
Se localiza bajo las coordenadas 31°17′52.81″N 113°32′39.02″O / 31.2980028, -113.5441722, ubicado en la costa de la ciudad de Puerto Peñasco a escasos 2 km del centro de la ciudad. La calle Mariano Matamoros, proveniente de la Colonia El Mirador es el acceso al cerro por el lado este, y una desviación del boulevard Benito Juárez es el acceso por el lado norte, antes de llegar a la entrada al malecón de la ciudad.

## Altura
Su altura mínima es de 0 m s. n. m. y la máxima es de 100 m s. n. m.

## Atracciones
- El cerro cuenta con una pista de ciclismo tipo MTB y es la primera en la modalidad de Down Hill en el noroeste del estado.
- El Faro de la Ciudad
- Restaurant "The Lighthouse"
- Restaurant "La casa del capitán"
- Hotel Viña del Mar
- Hotel Baja Cantina
- Varios Condominios